# Jardin botanique alpin Flore-Alpe
Le jardin botanique alpin Flore-Alpe est un jardin botanique situé à Champex-Lac, station touristique de la commune d'Orsières dans le canton du Valais.

## Histoire
Le jardin a été créé en 1925 comme jardin d'agrément par Jean-Marcel Aubert (1875-1968), un riche industriel vaudois. Il s'est progressivement développé en un jardin paysager en forme d'alpinum. Il comprend deux chalets à l'architecture particulière. Il associe l'art des jardins et la science de la botanique.
Jean-Marcel Aubert fonde en 1898 la Société Aubert & Cie, qui devient en 1923 la Société des câbleries et tréfileries de Cossonay-Gare. Il est passionné de montagne et tombe sous le charme de Champex où il achète une parcelle de 500 m2 en 1924. Il fait agrandir par deux fois le petit mayen qui existait sur le terrain pour en faire sa résidence d'été et il fait construire des annexes. Déjà en 1925 un jardin est créé, qui se développe sous la supervision d'Henry Correvon (qui avait déjà créé un jardin alpin à Bourg-Saint-Pierre en 1889). Le jardin est accessible au public dès 1931. Jean-Marcel Aubert a été nommé membre d'honneur de la Société de développement de Champex en 1965 et la commune d'Orsières l'a reçu comme bourgeois d'honneur en remerciement pour ses bienfaits : en particulier le jardin alpin, les vitraux de la chapelle catholique et la rénovation de la chapelle protestante.
À la fin de sa vie, Jean-Marcel Aubert a voulu que ce jardin soit mis sous la protection à la fois de la Ville de Genève et de l'État de Neuchâtel. La « Fondation Jean-Marcel Aubert à Champex-Lac » a été constituée en 1967 par la Ville de Genève, l'État de Neuchâtel et Jean-Marcel Aubert, lequel reçoit la même année la Médaille vermeil « Genève reconnaissante ».
Le jardin accueille environ 4 000 visiteurs par an en 1982, environ 7 500 par an en 2010.
L'État du Valais et la commune d'Orsières ont intégré le comité de la fondation en 1991, et continuent seuls d'en assumer la gestion à la suite du retrait de Genève et Neuchâtel en 2008.
En 2007, le jardin a reçu le Prix Schulthess des jardins du Patrimoine suisse, qui précise que le jardin abrite aussi bien des plantes des Alpes que des montagnes des cinq continents, au total plus de 3 000 (espèces, sous-espèces, variétés).
Des travaux de rénovation complète ont lieu dans le bâtiment principal en 2014 et 2015.

## La Fondation
La Fondation gère le jardin et ses bâtiments, elle collabore avec le Musée de la nature du Valais à Sion, et elle participe à l'activité culturelle de la région.
Ses buts sont la mise en valeur des collections botaniques du jardin et l'entretien et la mise en valeur des bâtiments ; la mise en culture de plantes des régions de montagnes ainsi que des essais sur ces plantes et la création de collections de référence ; les recherches scientifiques sur les plantes de montagne, leur adaptation aux facteurs climatiques et la conservation de la diversité végétale ; l'accueil des chercheurs ; l'accueil du public comprenant des visites, animations, conférences et expositions ; l'hébergement de touristes.

## La recherche
L'aspect scientifique du jardin est assumé par le « Centre alpien de phytogéographie » (CAP), inauguré en juillet 1991. Son l'objectif est de mieux comprendre les relations entre les écosystèmes de haute montagne et l'environnement. Des recherches ont été menées en particulier sur la distribution des plantes à la limite entre les étages subalpin et alpin (programme prioritaire « Environnement » du Fonds national suisse de la recherche scientifique, 1993-2002). Le directeur du Centre alpien contribue entre autres projets à la Flora alpina qui présente 4 500 espèces de plantes de la chaîne alpine et à une étude mondiale sur l'impact des effets du changement climatique sur la diversité des plantes en zone alpine (The Global Observation Research Initiative in Alpine Environments - GLORIA).

## Les bâtiments
Quatre bâtiments se trouvent sur le terrain, ils servent aux cours et expositions, à l'hébergement, aux activités scientifiques, ainsi qu'à la culture des plantes et la conservation des graines et de l'herbier. 
Le « grand chalet », anciennement résidence d'été, a été adapté dès 1968 pour l'accueil des chercheurs, des étudiants et des touristes. La rénovation de 2014-2015 conserve son aspect général. Divers décors peints se trouvent sur les façades et à l'intérieur. Le salon du rez-de-chaussée est particulièrement remarquable pour ses parois peintes et son plafond recouvert de boiseries peintes également, dont l'origine est inconnue mais datée par une inscription « Renoviert MDCCXLI » (1741). 
Le « petit chalet » (5,30 m par 5,80 m) est une copie des maisons typiques de l'Oberland bernois. Son rez-de-chaussée accueille les visiteurs.

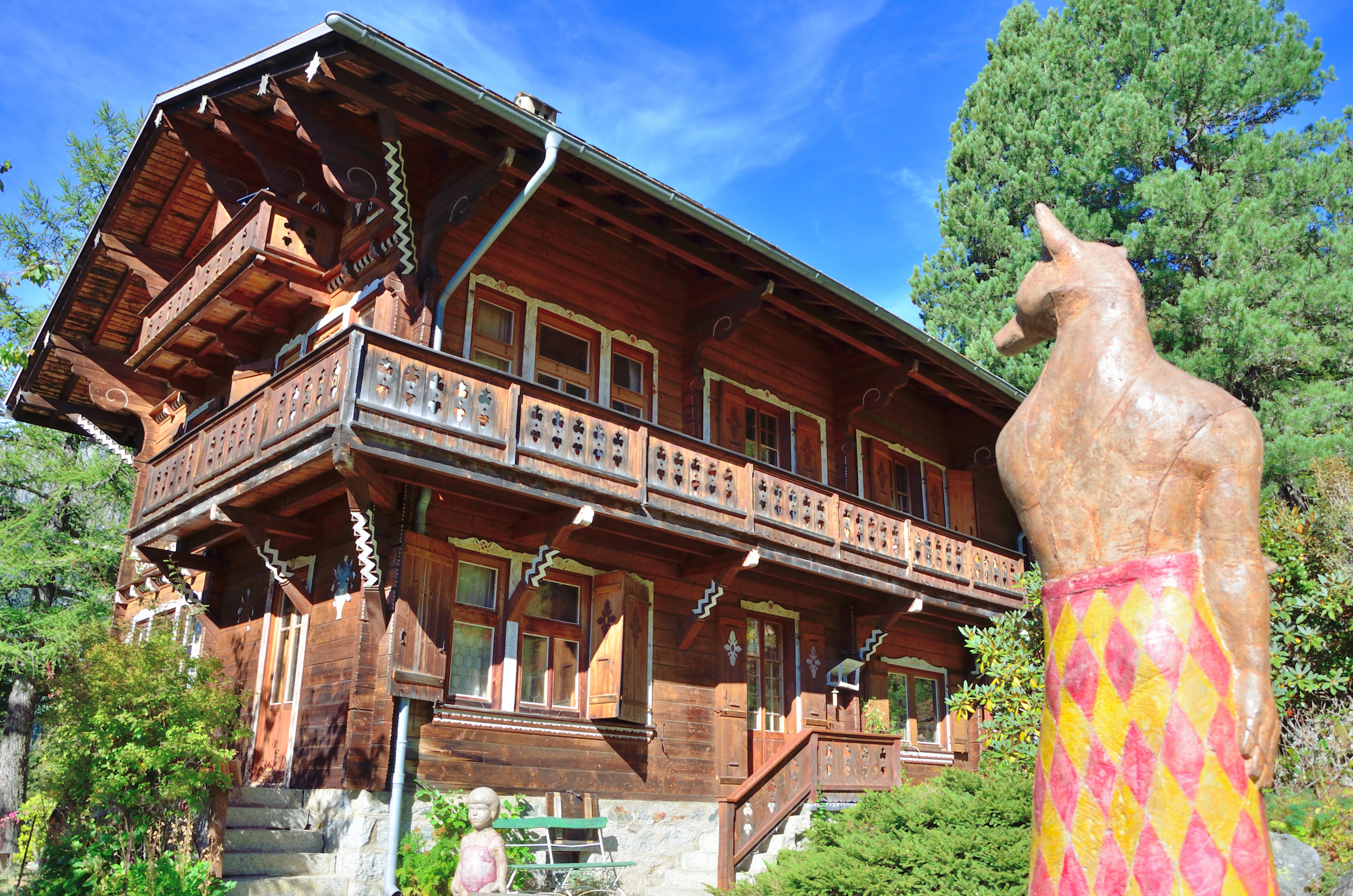
Sculpture de Nikola Zaric Anubis passeur et chalet historique, en 2012.

## Les expositions
Des artistes voient leurs sculptures exposées dans l'espace du jardin alpin, chaque été depuis 2004. Des collaborations ont eu lieu avec Josette Taramarcaz, Faro, André Raboud, Olivier Estoppey, Gaspard Delachaux, René Küng, Étienne Krähenbühl, Gillian White, Nikola Zaric, Laurent Dominique Fontana et la Fondation Gianadda.

## Classement
Le jardin est inscrit comme bien culturel suisse d'importance nationale, dans la liste valaisanne.